# 艾拉尔塔
艾拉尔塔当代艺术博物馆和画廊（Erarta）是俄罗斯最大的当代艺术博物馆以及国际连锁画廊，画廊分布于伦敦，纽约，苏黎士，圣彼得堡以及香港。
艾拉尔塔当代艺术博物馆和画廊坐落在圣彼得堡一座10000余平的斯大林式建筑中，在这里，人们可以认识并了解俄罗斯当代艺术，这里不仅有油画作品的展出，同时有很多互动项目，动画表演，甚至用荧屏展示的生动的艺术作品。馆中收藏了来自俄罗斯几十个地区的150多位艺术家的超过2000份作品，这些作品创作于20世纪后期21世纪初期。